# Aradi nemzetközi repülőtér
Az Aradi nemzetközi repülőtér (IATA: ARW, ICAO: LRAR) Románia egyik nemzetközi repülőtere, amely  közelében található. Éves utasforgalma 16 633 fő (2022).

## Légitársaságok és úticélok
| Légitársaság      | Célállomások                 |
| ----------------- | ---------------------------- |
| Blue Air          | Szezonális charter: Antalya  |
| Corendon Airlines | Szezonális charter: Antalya  |
| Nouvelair         | Szezonális charter: Monastir |
| Tailwind Airlines | Szezonális charter: Antalya  |

## Futópályák
A repülőtér futópályái:
- 09/27

## Forgalom
Az utasforgalom az elmúlt években az alábbi módon változott:
| Utasok száma | 78 047 | 8359 | 1124 | 39 901 | 8530 | 10 817 | 18 739 | 11 671 | 16 633 | 15 270 |
|              | 2008   | 2010 | 2011 | 2013   | 2015 | 2017   | 2019   | 2021   | 2022   | 2024   |